# Eburia haldemani
Eburia haldemani är en skalbaggsart som beskrevs av Leconte 1851. Eburia haldemani ingår i släktet Eburia och familjen långhorningar. Inga underarter finns listade i Catalogue of Life.